# アンソニー・ガレア
アンソニー・ガレア（Anthony Galea, 1959年8月19日 - ）は、カナダのオンタリオ州トロント出身の医師。カナディアン・フットボール・リーグ（CFL）のチーム、トロント・アルゴノーツの専属医を務めていた。

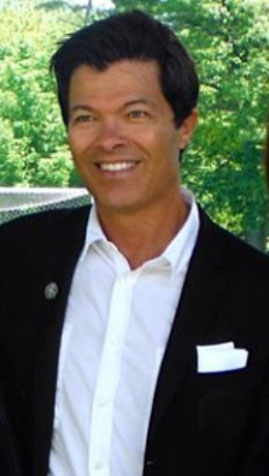
アンソニー・ガレア

## 経歴
トロントを拠点に活動していたガレアは、独自に開発したPRP療法（血小板を増強する効果があるといわれるプラズマ療法）で、怪我の回復を3倍から10倍に早める「ミラクルマン（奇跡を起こす男）」と称された著名なスポーツ医であった。

## アメリカ・スポーツ界の薬物スキャンダル
2009年9月、アメリカ合衆国のバッファローで、ガレアの助手を務めていた女性の車からヒト成長ホルモン（以下HGH。運動能力向上薬物であり、尿検査では検出が難しい。怪我の回復を大幅に早める効果があるとされる）などの違法薬物が発見される。女性の供述により、ガレアがアメリカのスポーツ選手に禁止薬物を提供していた疑いが強まり、10月15日にカナダの捜査当局はガレアを逮捕した。12月にはアメリカの連邦捜査官もガレアに対する捜査を開始した。ガレアはタイガー・ウッズに代表される多数の有名スポーツ選手を顧客として抱えていたため、その逮捕はアメリカのスポーツ界全体を巻き込んだ一大スキャンダルへと発展した。
ガレアは2011年7月6日にHGHなどの薬物をプロスポーツ選手を治療する目的で無許可でアメリカへ輸送した罪、連邦捜査官に対する虚偽供述の罪などを認め、同年12月16日に実刑無しの保護観察処分1年の判決が下った。
アメリカの4大プロスポーツであるNFL、MLB、NBA、NHLは、アナボリックステロイドに対する尿検査は行っているものの、HGHの血液検査は行っていなかった。一連の騒動をきっかけに、MLBのバド・セリグコミッショナーはマイナーリーグでHGHの検査を導入する事を決定した。MLBは2011年11月にアメリカの主要プロスポーツリーグで一番早くシーズンオフとスプリングトレーニング中に限定してHGHの血液検査を導入し、2013年1月10日にはシーズン中でも抜き打ちの血液検査を実施する事でMLB機構側とMLB選手会側が合意した。

## 主な顧客

### MLB
- アレックス・ロドリゲス[8][3][9]
- ホセ・レイエス[9]
- カルロス・デルガド[2]
- カルロス・ベルトラン[9]
- ヒューストン・ストリート[9]
- ジョン・パターソン[10]

### NFL
- クリス・シムズ[3]
- ジェイボン・ウォーカー[3]

### その他
- タイガー・ウッズ（ゴルフ）[3]
- ダラ・トーレス（競泳）[3]
- ドノバン・ベイリー（陸上競技）[3]
- マーク・マッコイ（陸上競技）[3]
- パトリック・チャン（フィギュアスケート）[11]